# Google Doodle
Een Google Doodle is een aangepast logo dat zo nu en dan gebruikt wordt door de internetzoekmachine Google tijdens internationale feestdagen en speciale evenementen zoals Thanksgiving, Kerstmis of bijvoorbeeld de 250ste verjaardag van Mozart. Ook tijdens de verjaardag van Google zelf, op 27 september, is het logo aangepast. In schrikkeljaren wordt het logo eveneens aangepast op 29 februari (schrikkeldag). Mensen met een Google-account krijgen als zij zijn ingelogd een aangepast logo te zien op hun verjaardag. Ze worden getekend door internationaal Google-webmaster Dennis Hwang. De naam verwijst naar "doodle", het Engelse woord voor droedel.
Wanneer op een Google Doodle wordt geklikt, wordt de gebruiker doorverwezen naar een pagina met zoekresultaten over het onderwerp van de Doodle in kwestie. Hierdoor kan plotseling veel verkeer ontstaan op sites die dat niet verwachten.

## Geschiedenis
De eerste Google-doodle was ter ere van het Burning Man Festival in 1998. De doodle was ontworpen door Larry Page en Sergey Brin om de gebruikers van hun afwezigheid op de hoogte te stellen indien de servers zouden crashen. De daaropvolgende Google Doodles werden ontworpen door een extern bedrijf, totdat Page en Brin de toenmalige stagiair Dennis Hwang in 2000 vroegen om een logo voor de Franse nationale feestdag te ontwerpen. Sindsdien ontwerpt Hwang de Google Doodles.

## Interactieve doodles
Er worden niet alleen statische doodles ontworpen, maar ook dynamische. Ze linken niet naar een resultatenpagina, maar er kan bijvoorbeeld een spel mee gespeeld worden. Voorbeelden hiervan zijn de Pac-Man-doodle en de Les Paul gitaar-doodle.
Ook worden er af en toe speciale filmpjes gebruikt als doodle, zoals bij de 122e verjaardag van Charlie Chaplin en de 65e geboortedag van Freddie Mercury.
Tijdens de Olympische Spelen van 2012 waren er vier spelletjes te spelen in het Googlelogo. Het eerste spel was hordelopen, het tweede was basketbal, het derde was kanoën en het laatste was penaltyschieten.
Ook op 27 september 2013, toen Google 15 jaar bestond, was er een interactieve doodle te zien. Het betrof hier een spel, waarin je een piñata zo hard mogelijk moest zien te raken om er zoveel mogelijk snoepjes uit te laten vallen.
Op 22 en 23 november 2013, toen Doctor Who 50 jaar bestond, was er een interactieve doodle te zien, waarmee een spel gespeeld kon worden waarin je alle letters van het woord "Google" bij elkaar moest zoeken in vijf verschillende levels. Dit was de meest uitgebreide interactieve doodle die ooit is gemaakt.
De Belgische kunstenaar Vexx geniet bekendheid met zijn Doodlekunst.